# Young-Nunatakker
Die Young-Nunatakker sind eine Gruppe von Nunatakkern im ostantarktischen Enderbyland. Sie ragen 3 km südlich des Mount Elkins in den Napier Mountains auf.
Norwegische Kartografen kartierten sie anhand von Luftaufnahmen, die bei der Lars-Christensen-Expedition 1936/37 entstanden. Australische Kartografen präzisierten diese Kartierung anhand von Luftaufnahmen, die 1956 im Rahmen der Australian National Antarctic Research Expeditions entstanden. Das Antarctic Names Committee of Australia (ANCA) benannte sie nach William Francis Young (* 1930), Elektroinstallateur auf der Mawson-Station im Jahr 1961.